# Léo Vidou
Léo Pierre Vidou, né le 21 décembre 1920 à Fumel et mort le 21 avril 2015 à Saint-Lizier (Ariège), est un aviateur français, lieutenant-colonel de l'armée de l'air.

## Biographie
Il a la singularité d'avoir un total de 810 missions de guerre, dont 253 missions d'évacuations sanitaires pour un total de 5 775 heures de vol en mission (reconnaissance tactiques et photo, transports en territoires hostiles, évacuations sanitaires, transports de commandos et appui feu en héliportages d'assaut). Pilote hors pair, malgré 22 incidents de vol dus aux projectiles ennemis reçus au cours des missions de guerre (Indochine et Algérie), Léo Vidou ne fut jamais blessé et ramena tous ses appareils et équipages à destination.
Il fut également le pilote officiel du Général de Lattre de Tassigny en Indochine et le pilote de Charles de Gaulle lors de ses déplacements en Algérie.

## Récapitulatif des heures de vol en mission de guerre
Bimoteurs : 2 665 heures
Monomoteurs : 1 546 heures
Hélicoptères : 1 563 heures

## Récapitulatif des avions et hélicoptères pilotés
Avions monomoteurs: Broussard MH-1521, Caudron Luciole, Douglas A 24, Grumman F6F Hellcat, Mauboussin M-129, Morane 147, Morane 733, Morane 230, Morane Saulnier Ms 500, Navion, Nc 856, North American T-6, Pautez 25, Pingouin, Piper L18 Super Cub, Ramier, Nord 1101, Sipa, Stampe SV-4, Tiger Moth, Amiot AAC.1 Toucan, Vultee BT13
Avions bimoteurs : Cessna UC 78, Douglas C-47D Dakota, Junker 52, Siebel NC 701 Martinet, Siebel 204 A, Siebel 204 D 
Hélicoptères : Bell 47, Sikorsky H19, Sikorsky H34
Planeurs : Caudron 800, SA 103 Émouchet

## Galerie

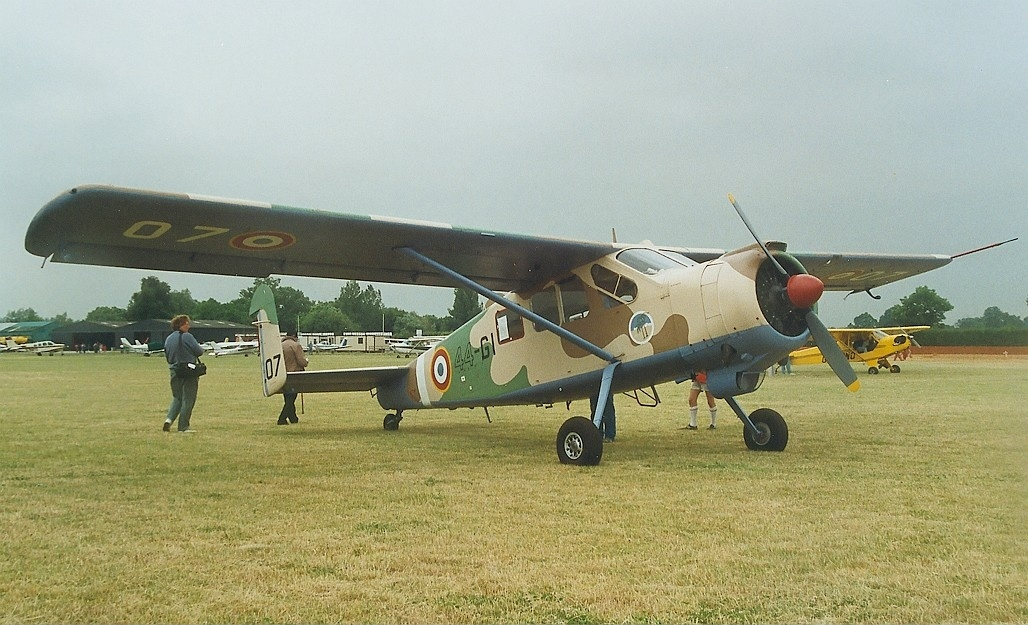
Broussard MH-1521
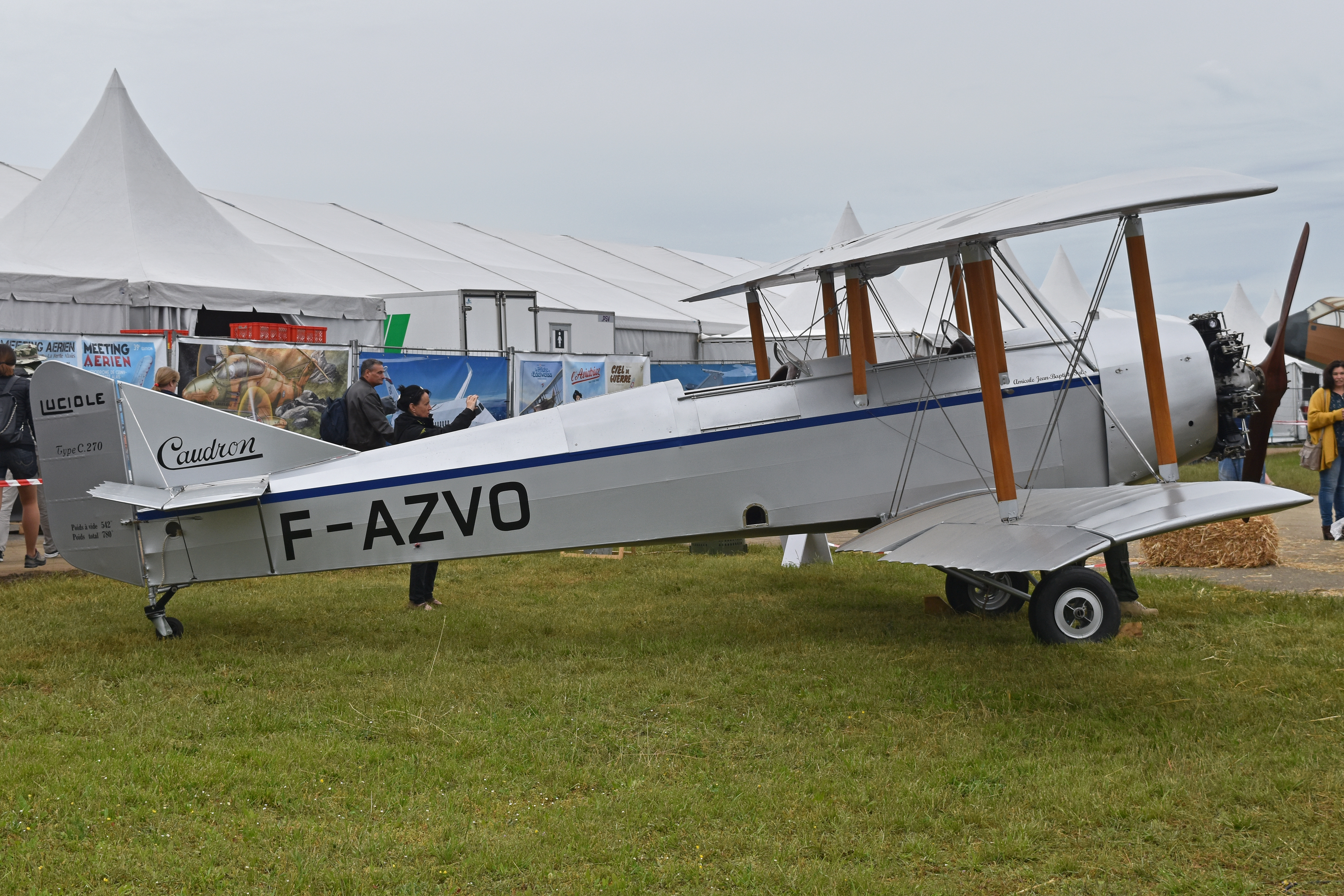
Caudron Luciole
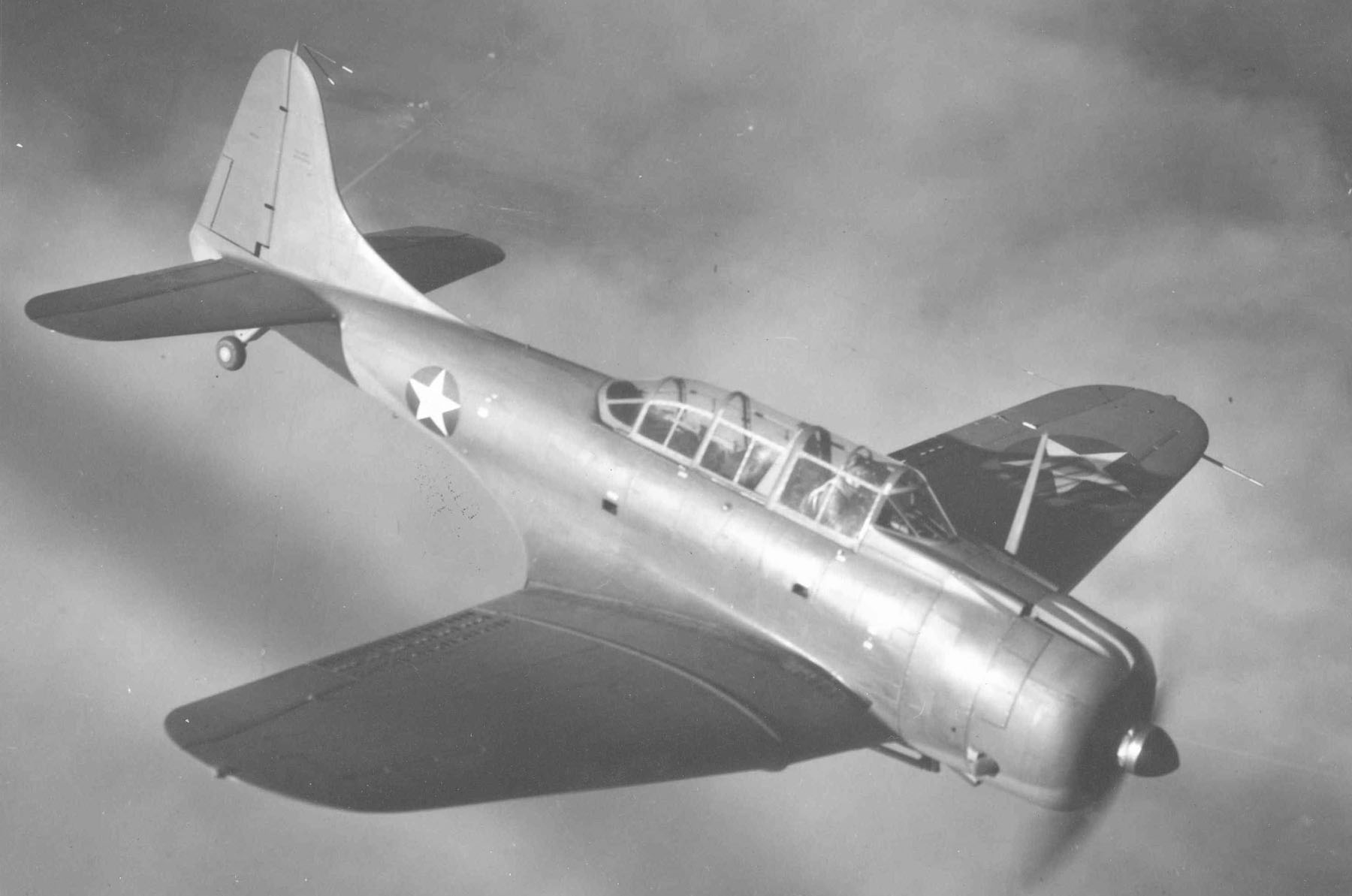
Douglas A 24
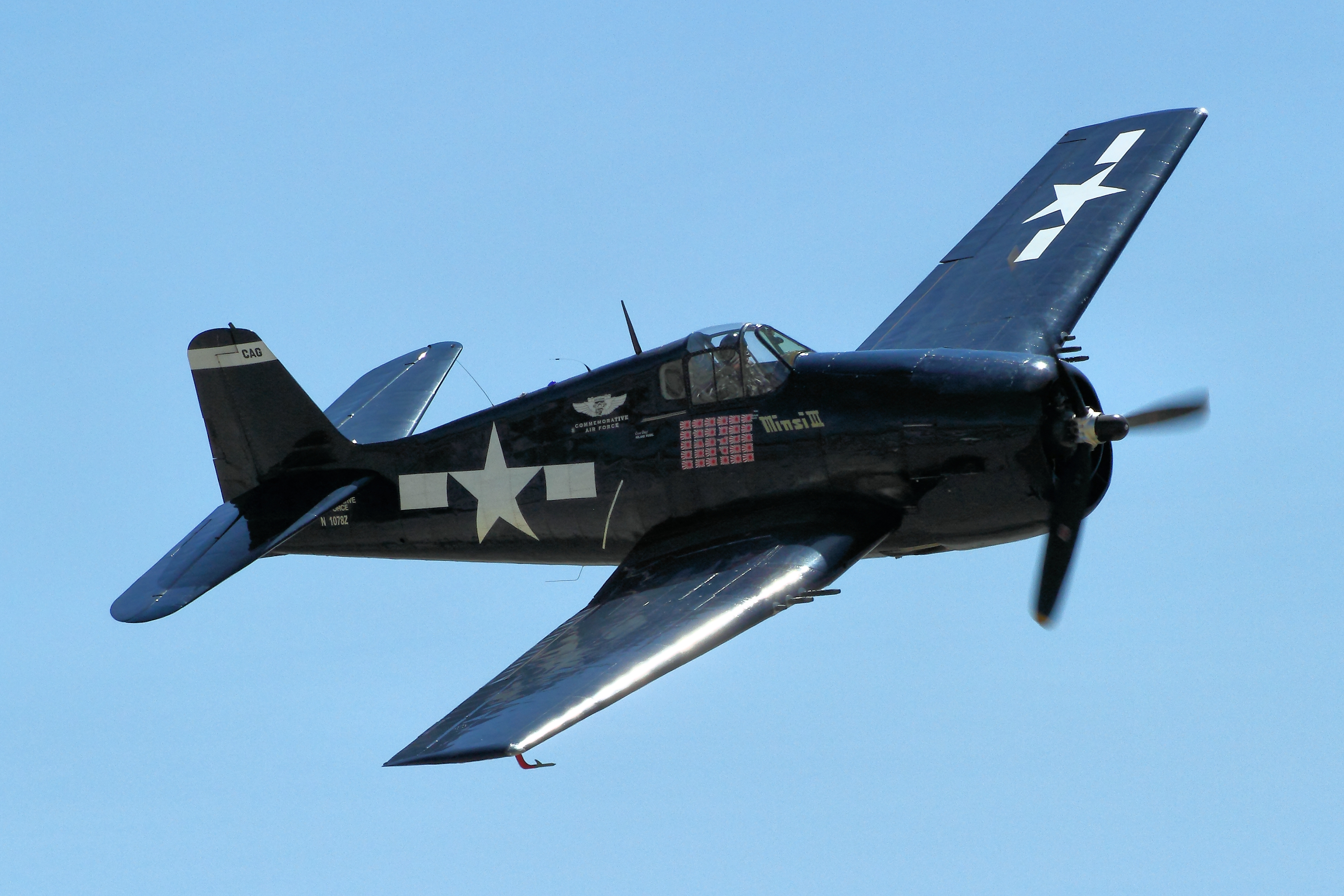
Grumman F6F Hellcat
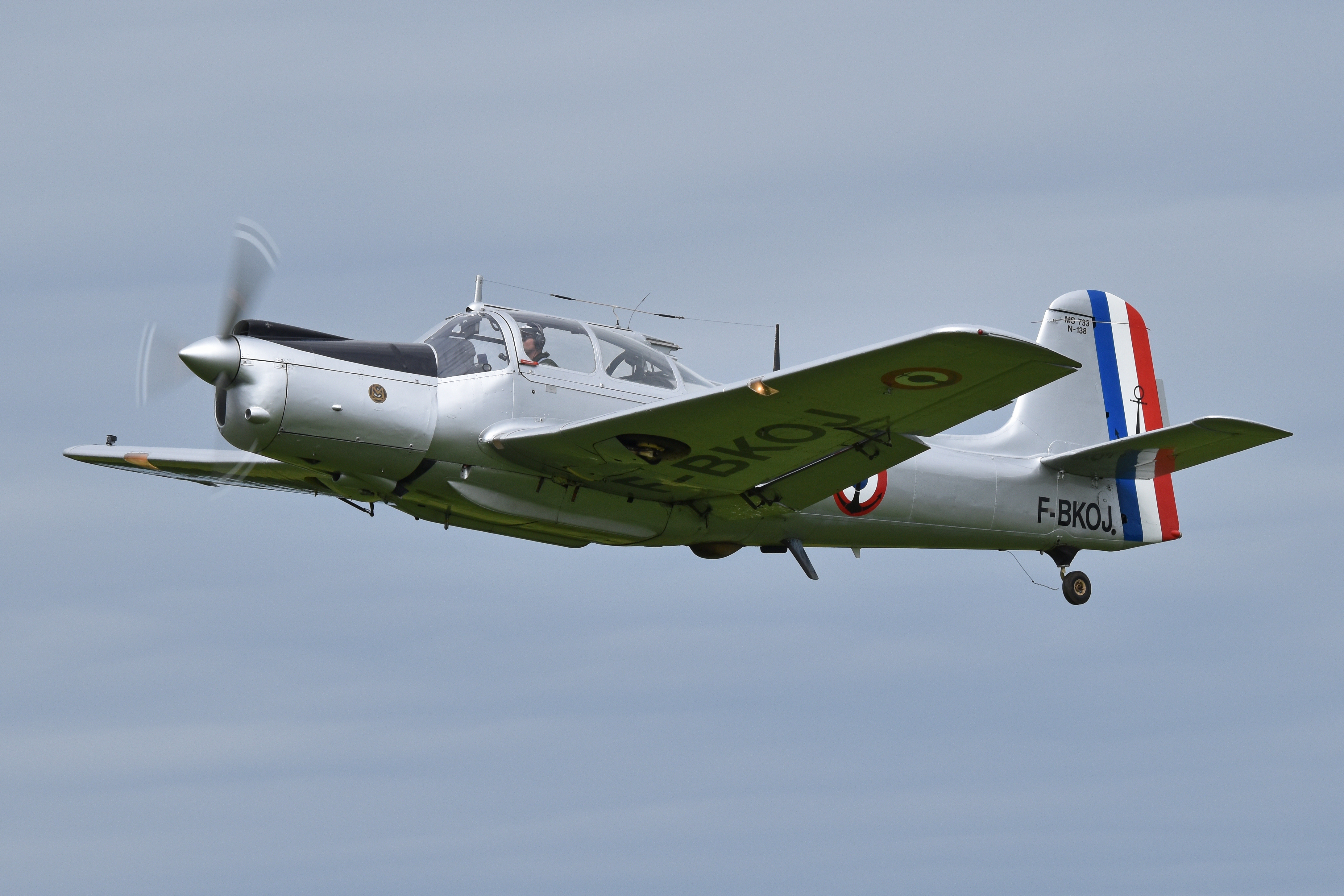
Morane 733
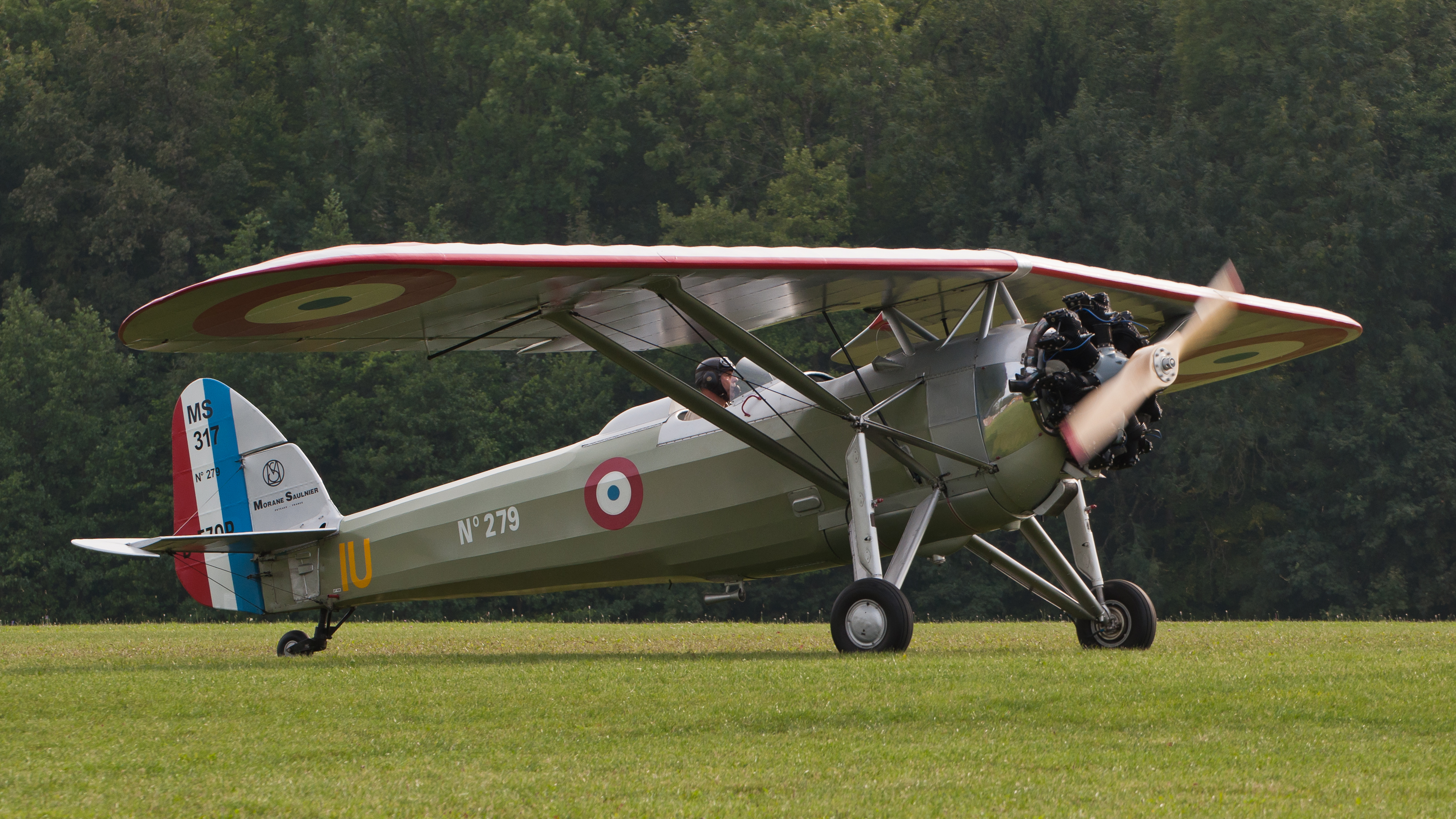
Morane Saulnier Ms 500
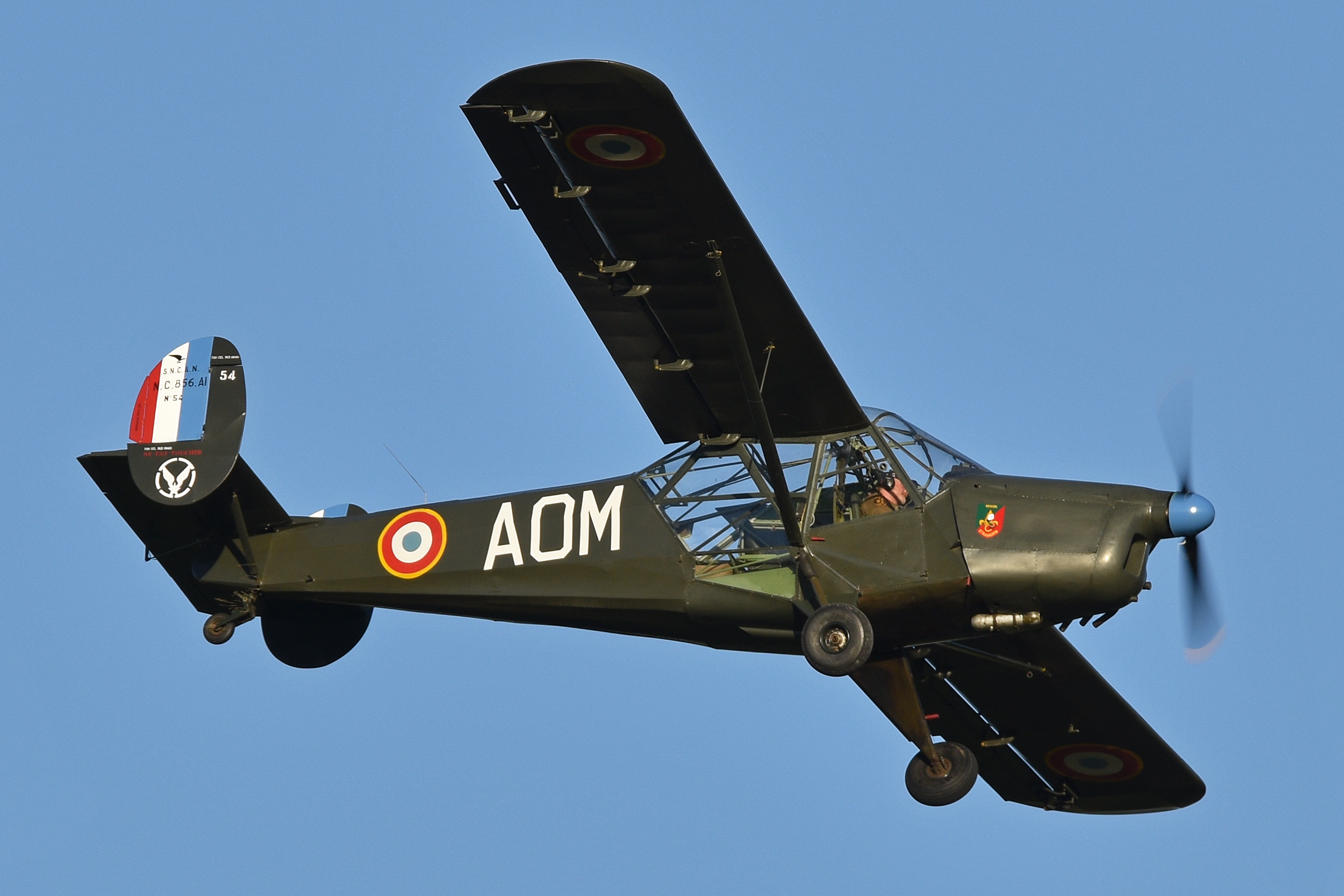
Nc 856
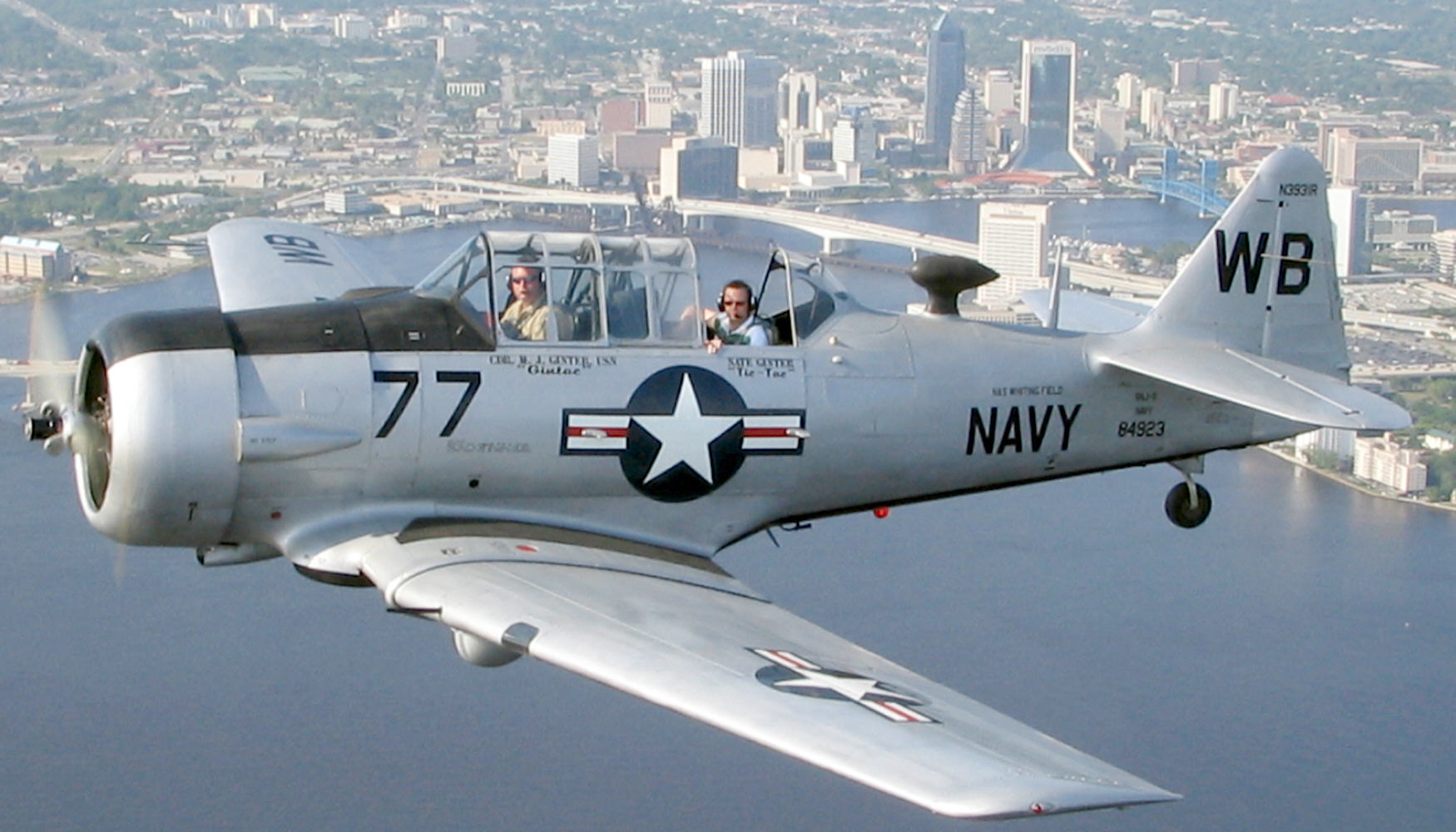
North American T-6
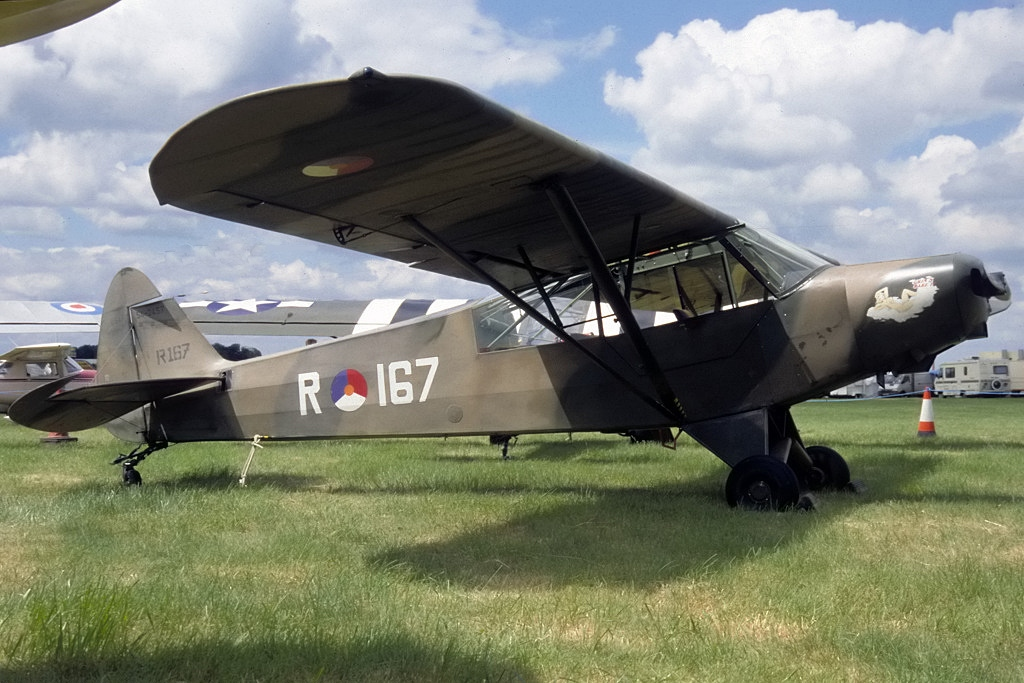
Piper L18 Super Cub
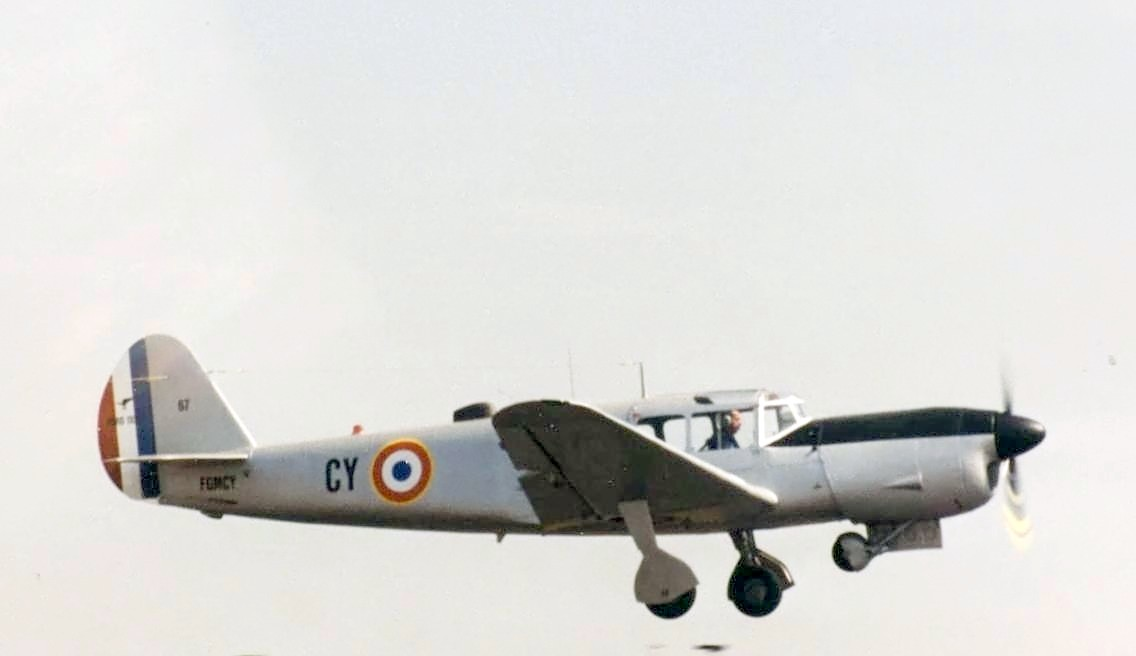
Nord 1101
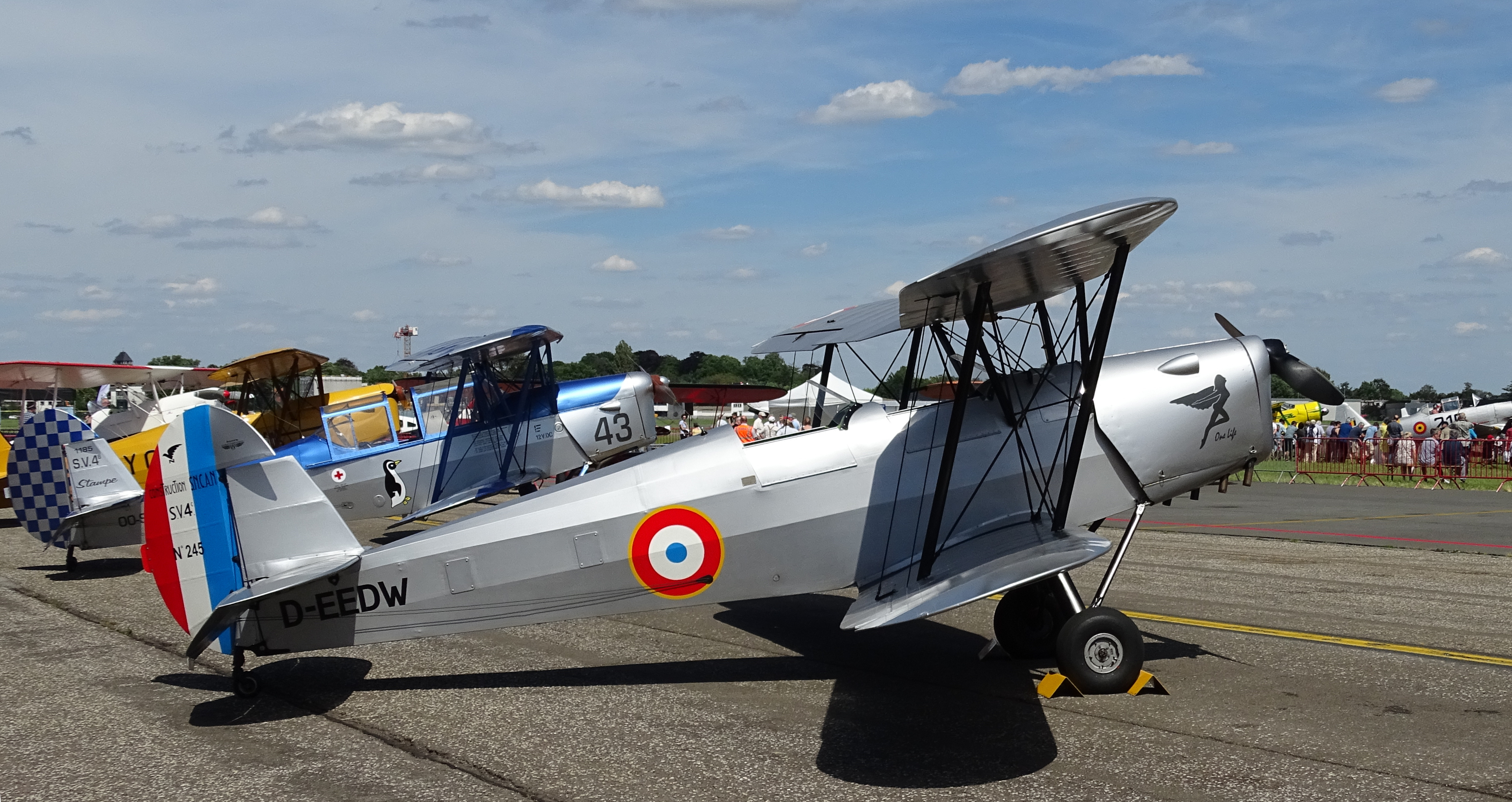
Stampe
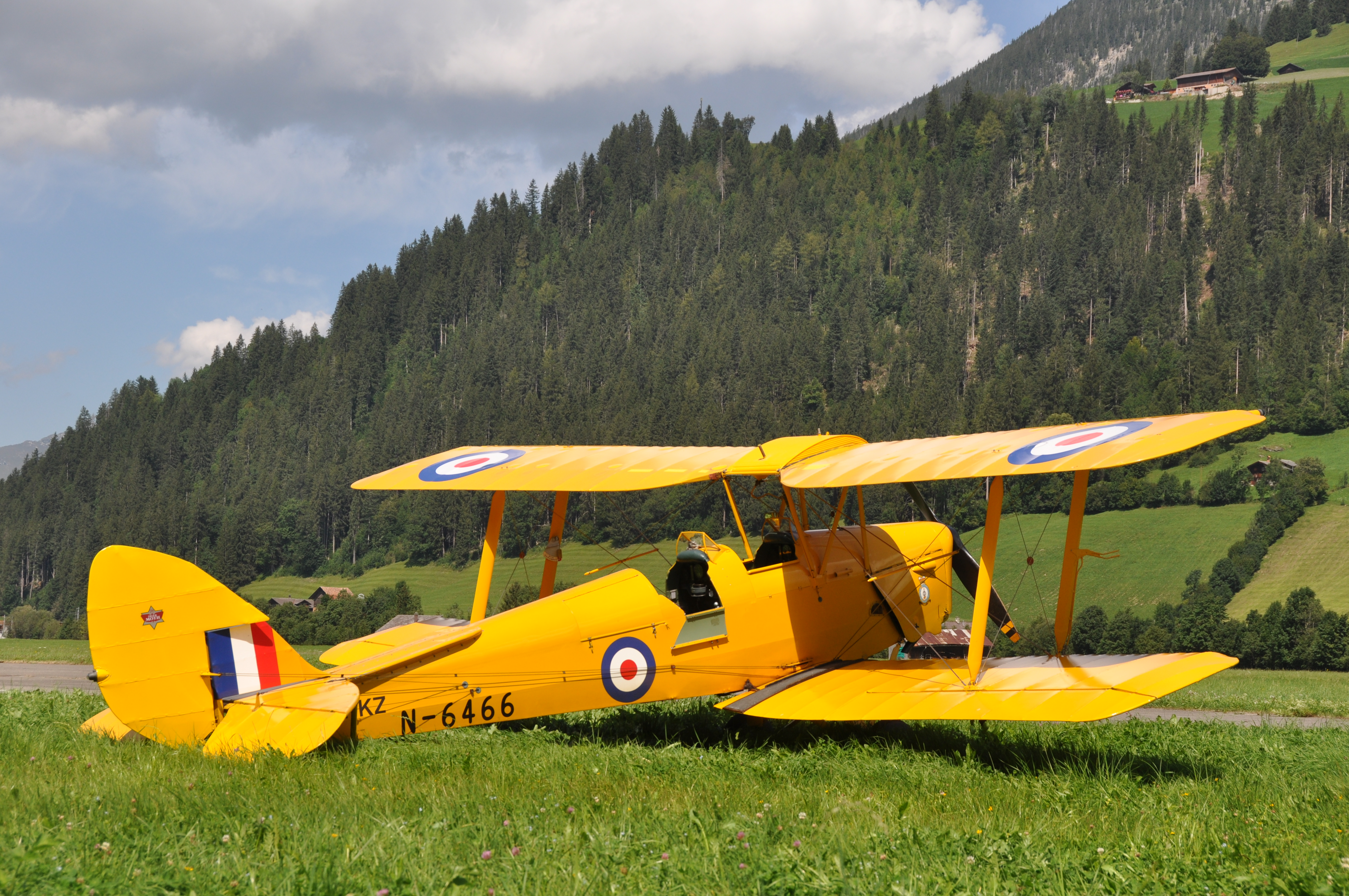
Tiger Moth
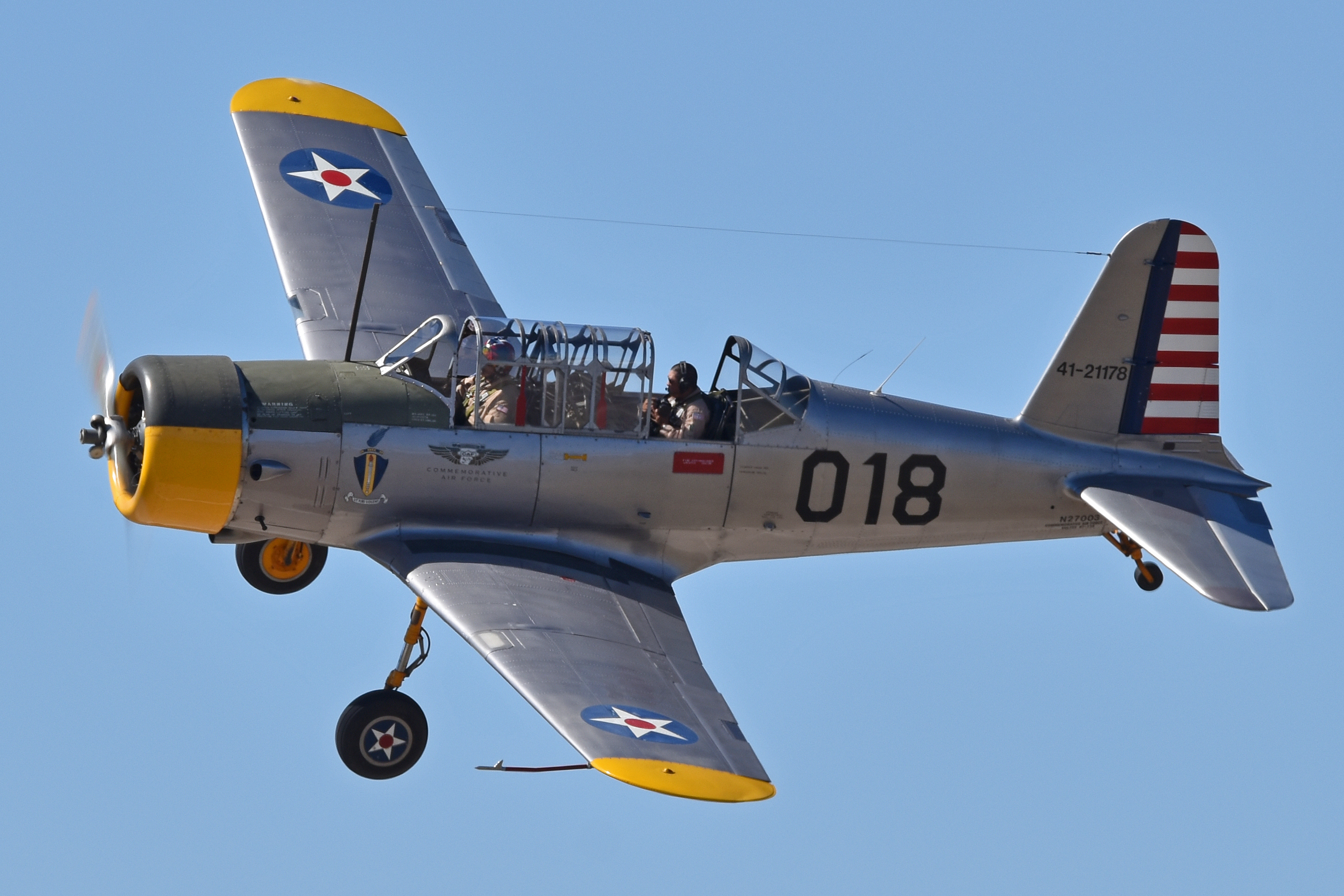
Vultee BT13
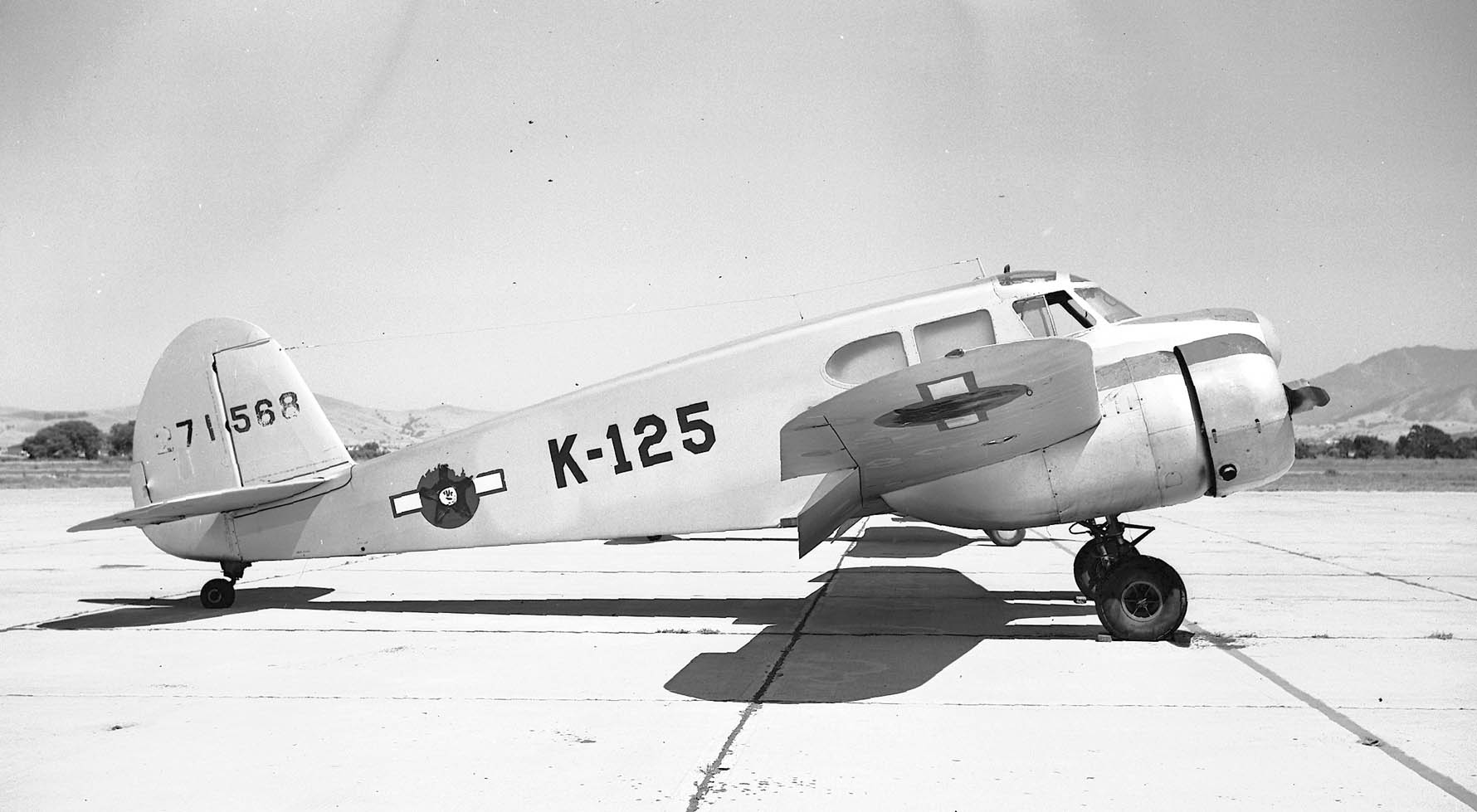
Cessna UC 78
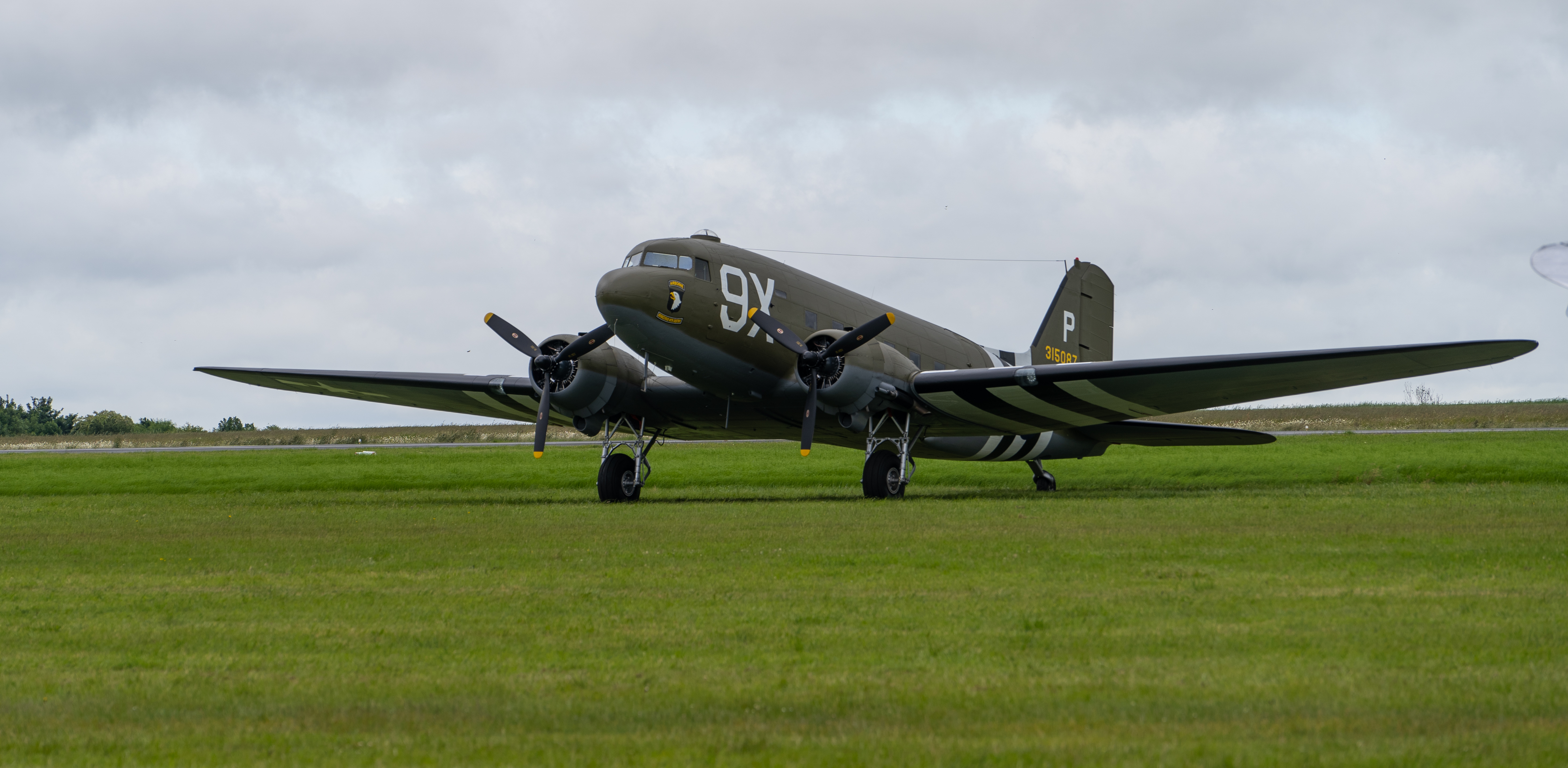
Douglas C-47D Dakota
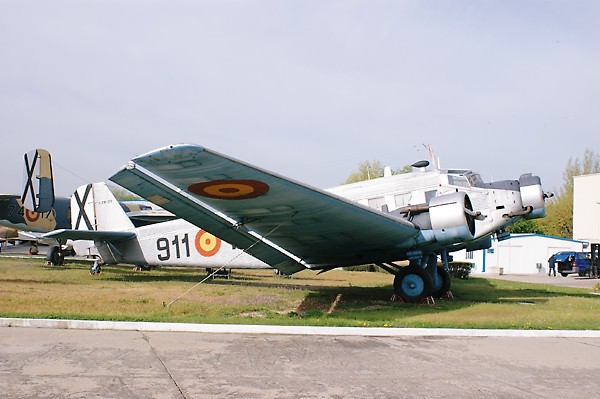
Junker 52
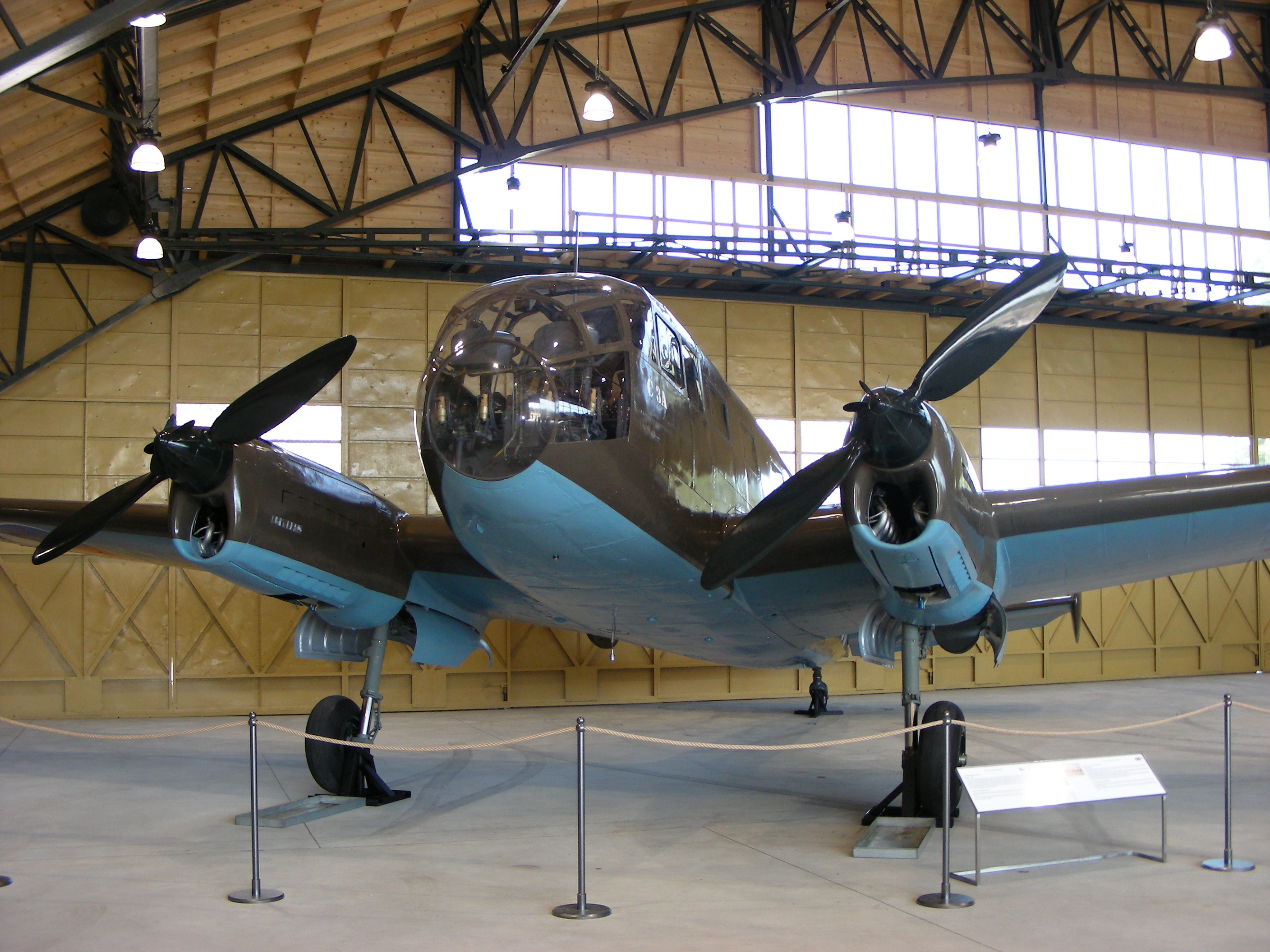
Siebel NC 701
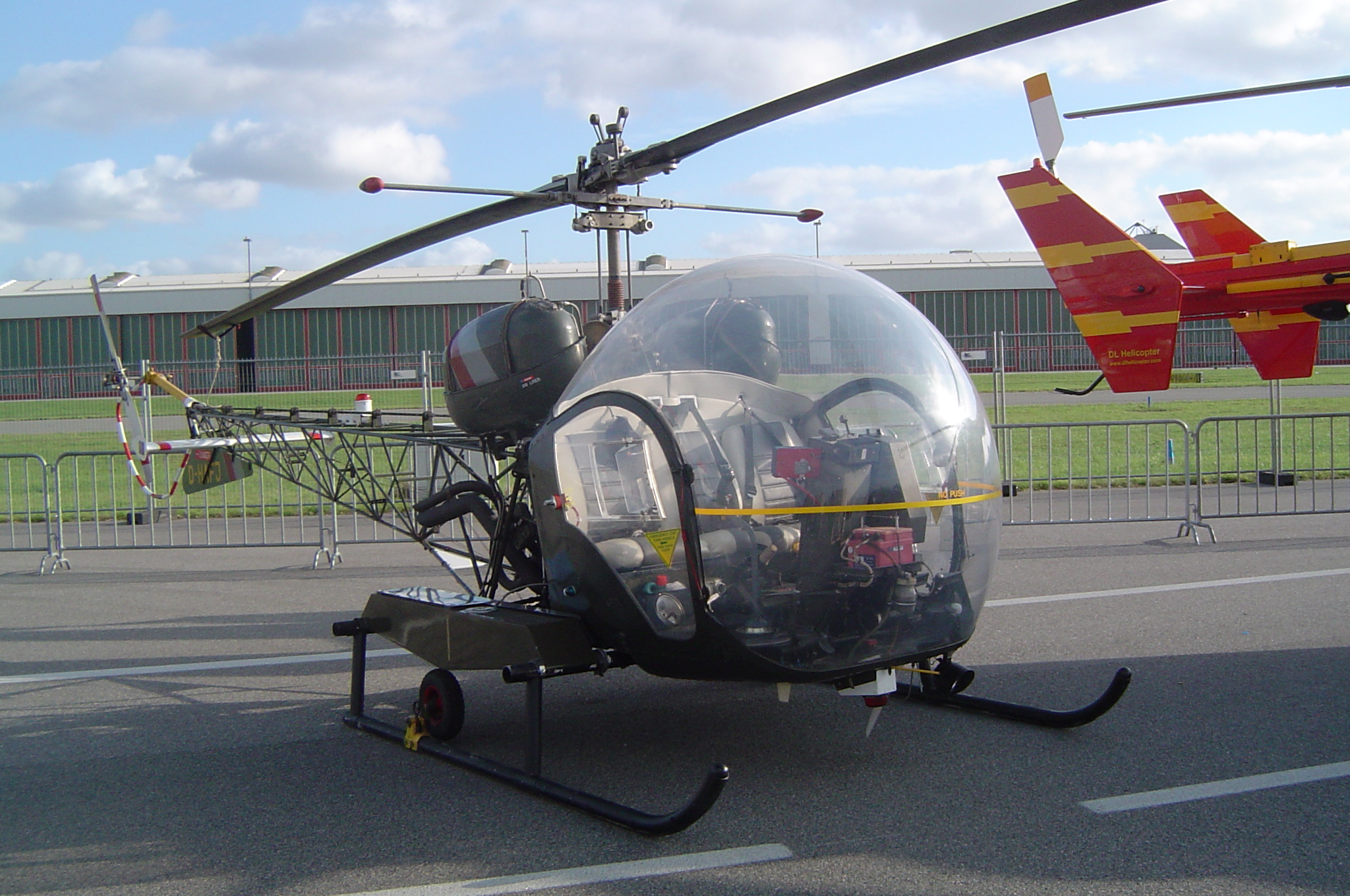
Bell 47
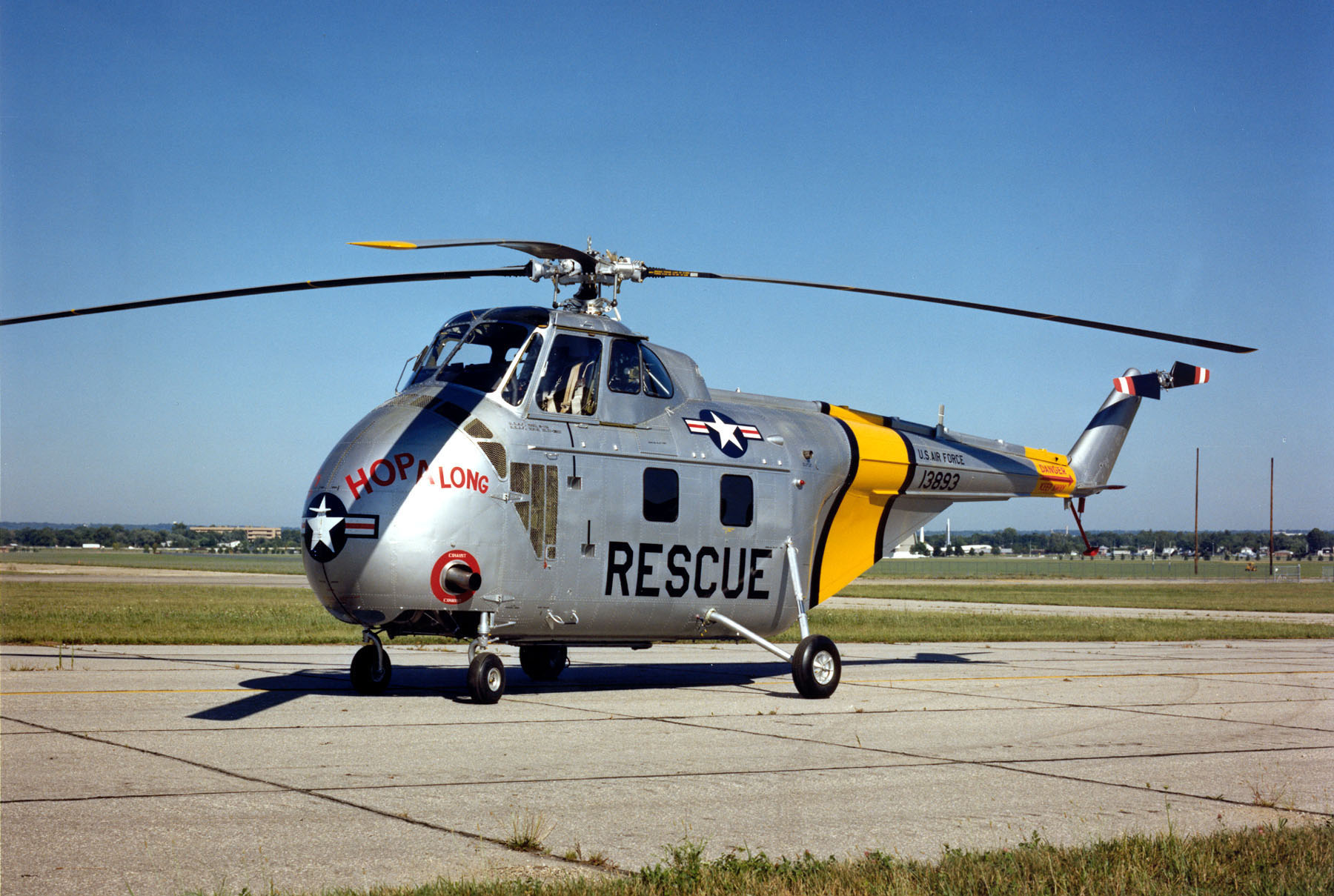
Sikorsky H19
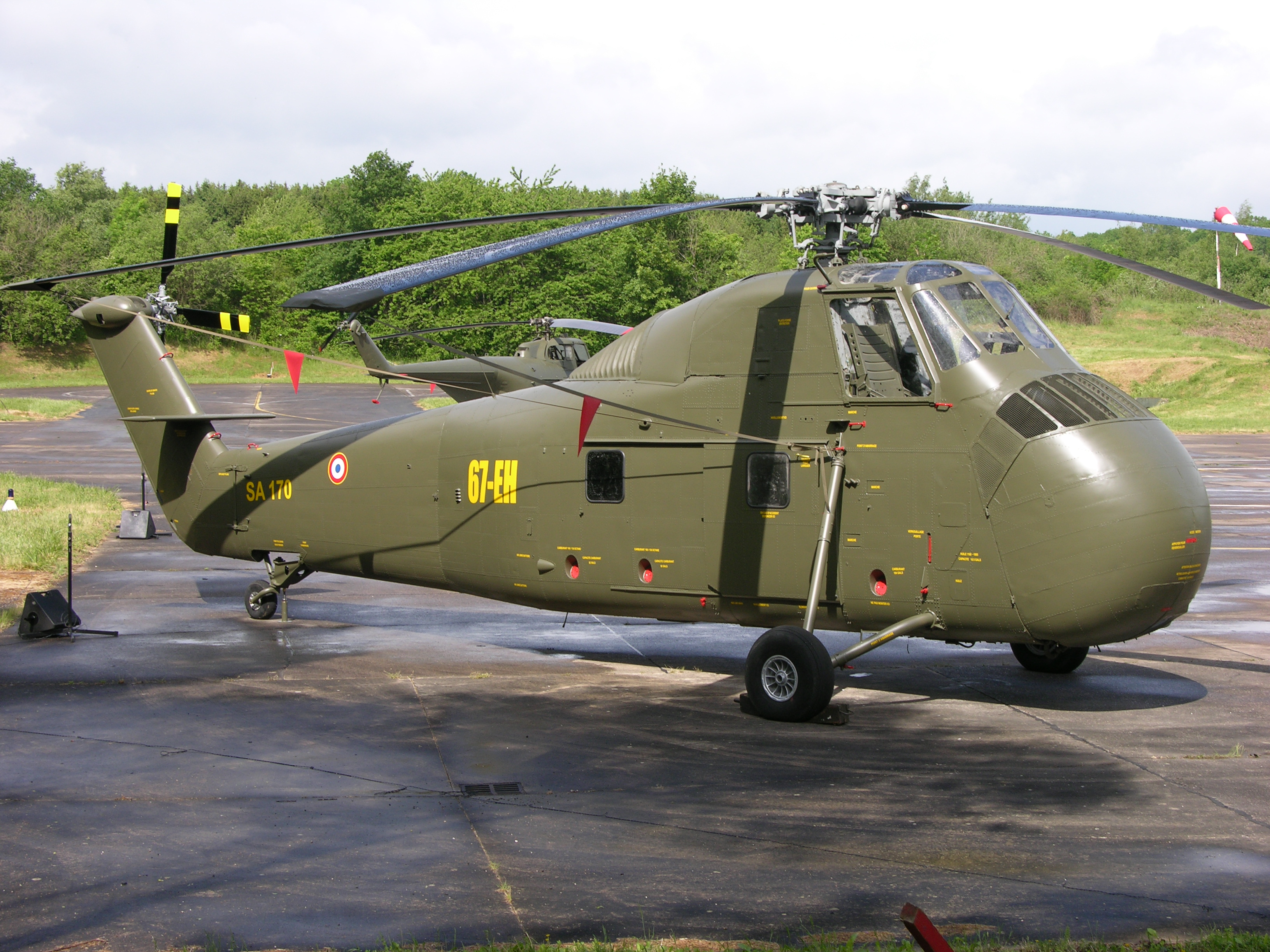
Sikorsky H34
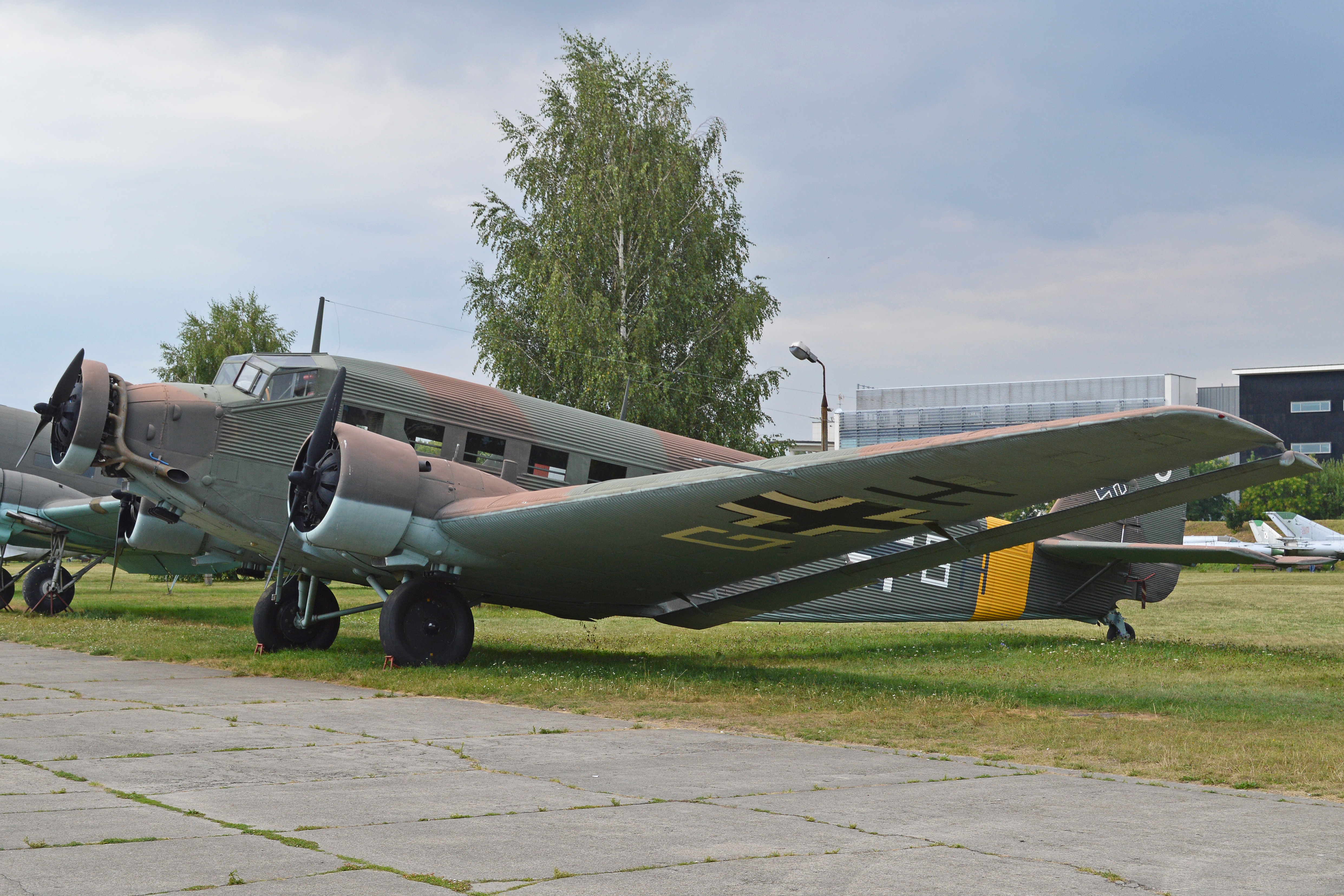
Amiot AAC.1 Toucan
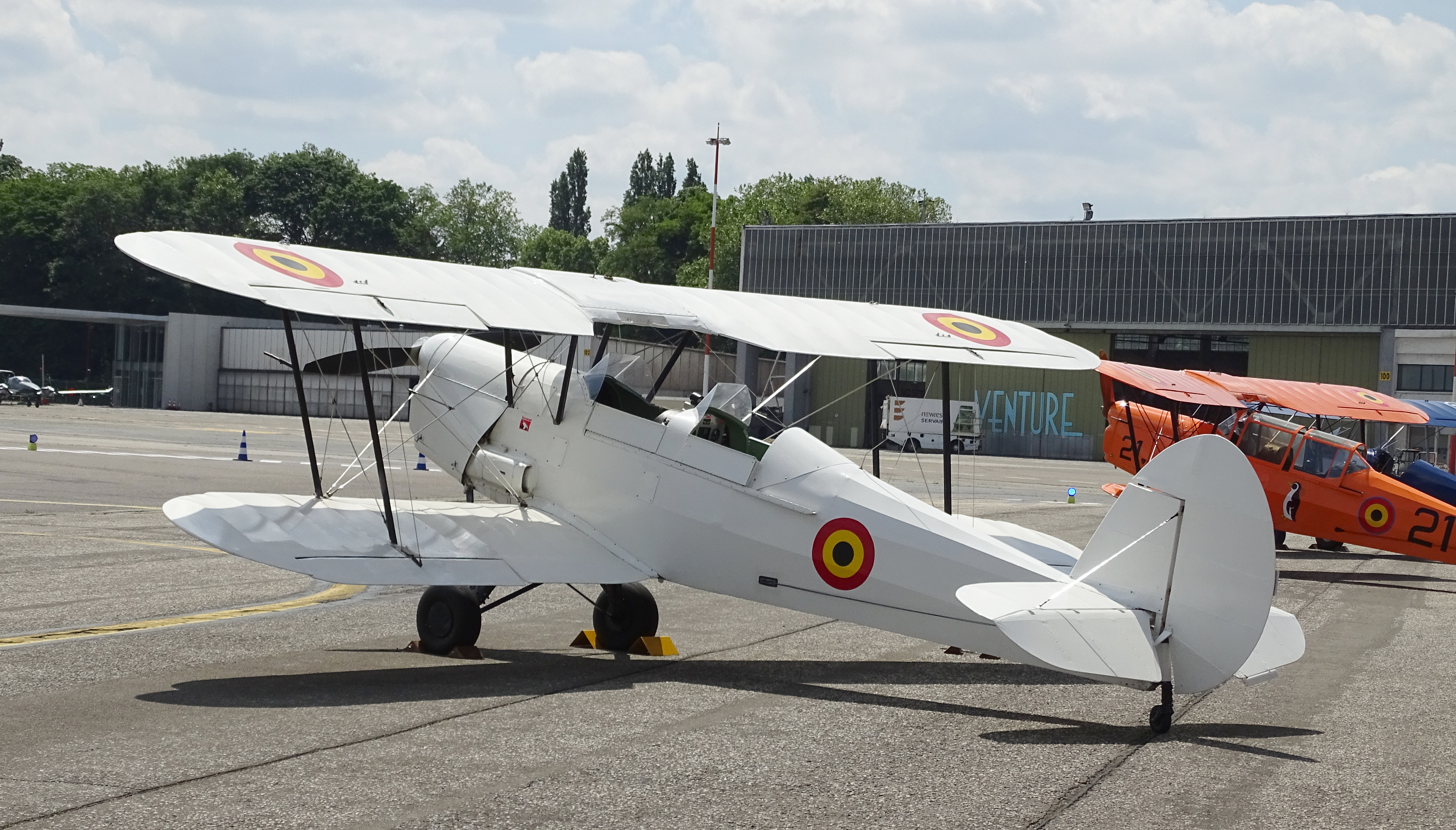
Stamp SV-4
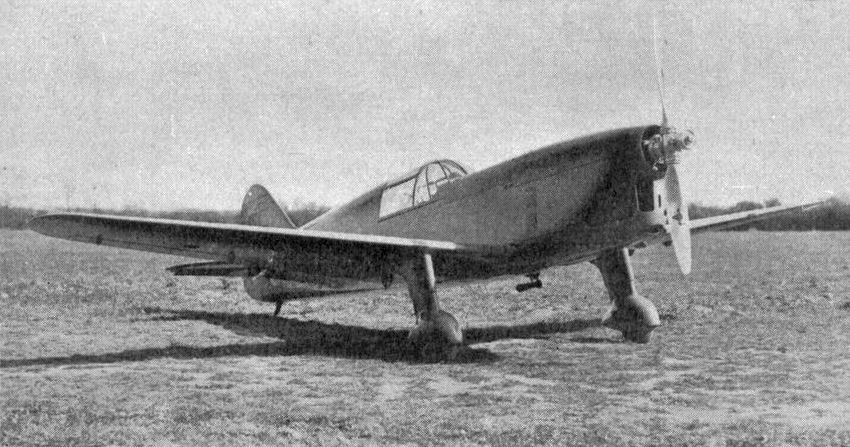
Mauboussin
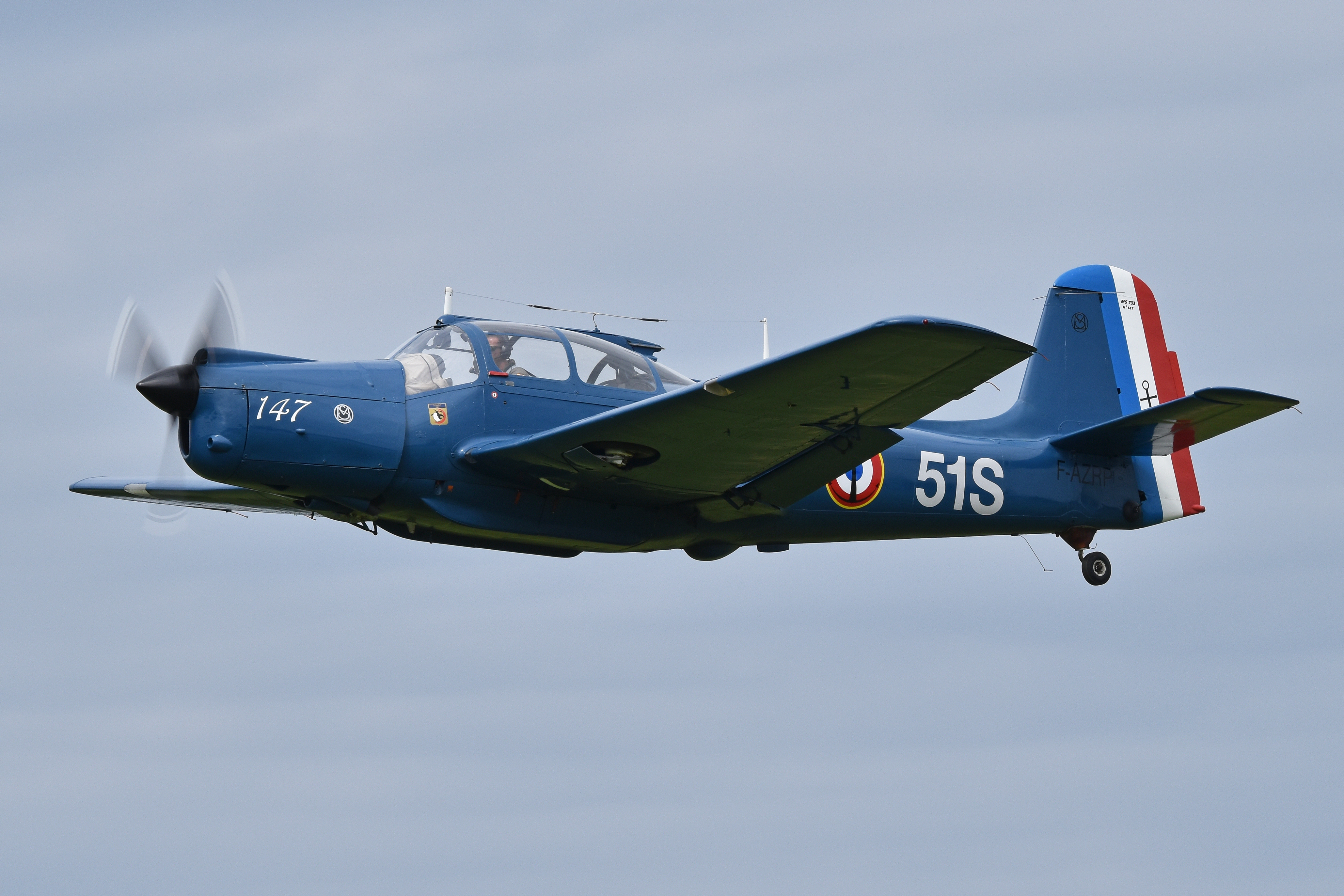
Morane 147
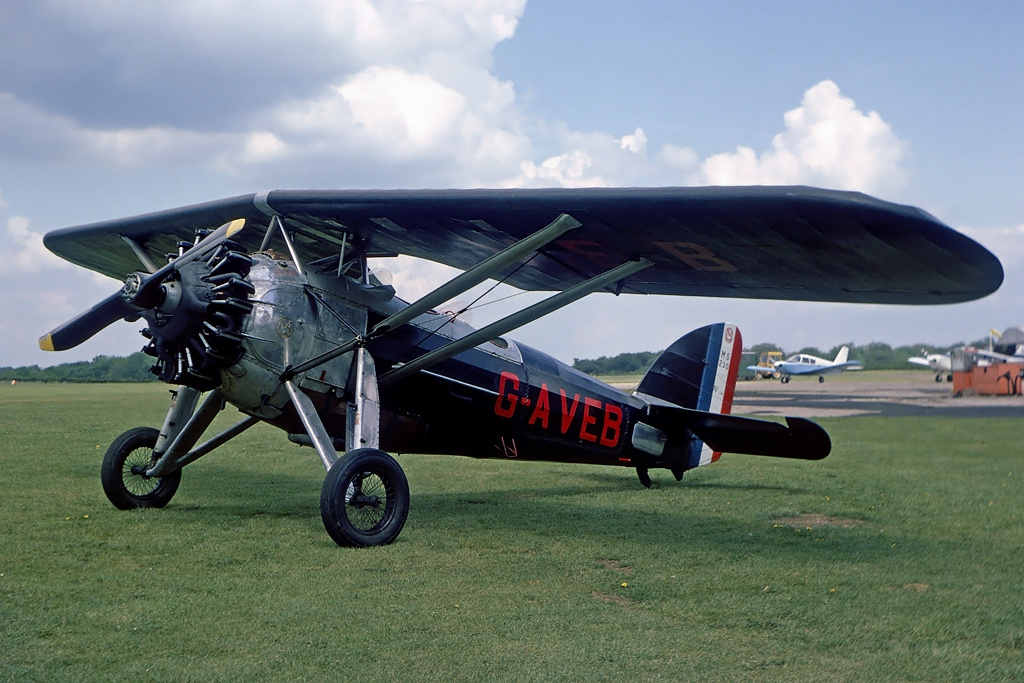
Morane 230

## Distinctions et décorations militaires

### Rubans
|  |  |  |
|  |  |  |
|  |  |  |
|  |  |  |

### Intitulés des décorations françaises

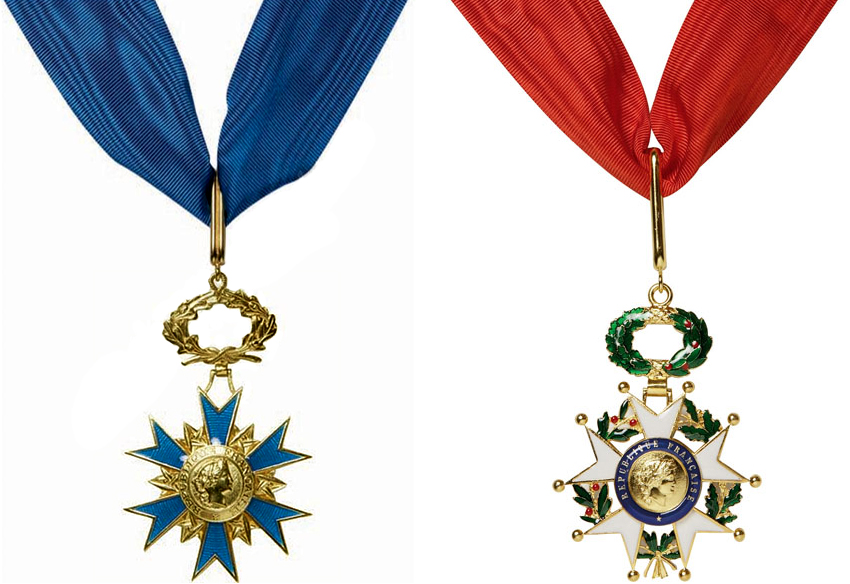
Commandeur de l'ordre national du Mérite et de la Légion d'honneur

- Commandeur de la Légion d'honneur [3]
- Commandeur de l'ordre national du Mérite
- Croix de guerre des Théâtres d'opérations extérieurs, 5 palmes
- Croix de la valeur militaire, 1 palme, 1 étoile d'argent, 1 étoile de vermeil
- Médaille commémorative de la guerre 1939-1945
- Médaille coloniale « Extrême Orient »
- Médaille d'honneur du service de santé des armées
- Médaille commémorative des opérations de sécurité et de maintien de l'ordre en Afrique du Nord
- Médaille de l'Aéronautique

## Filmographie
En 1952, Léo Vidou alors capitaine, participe au tournage du film Alerte au sud de Jean Devaivre où il interprète le rôle d'un pilote lors d'une séance de vol aux côtés de l'acteur Jean-Claude Pascal, Peter Van Eyck et Gianna Maria Canale. Le film sortira en décembre 1953.

## Rencontre
En 1925, Léo Vidou, alors âgé de 5 ans, rencontre le pilote français Roger Ronserail, lors d'une démonstration de voltige à Fumel (Lot-et-Garonne). Ronserail s'est rendu célèbre au cours de la Première Guerre mondiale pour être le « vengeur de Pégoud » Adolphe Pégoud, as de la guerre 1914-1918. Cette exceptionnelle rencontre fait que Léo Vidou deviendra pilote.[réf. nécessaire]